# Ежен де Растињак
Ежен де Растинјак (фр. Eugène de Rastignac) је књижевни лик из серијала Људска комедија француског романописца Онореа де Балзака. Појављује се као главни лик у роману Чича Горио (1835) иако се лик први пут помиње у роману Шагринска кожа (1831), објављеном неколико година пре романа Чича Горио. Развој Еженовог лика у постреволуционарном француском друштву које Балзак описује, може се пратити кроз Растинјакове различите појаве у другим књигама пишчевог серијала. 
Рођен 1798. године, он је најстарији син сиромашних племића који живе од прихода из винограда у близини Руфека, у околини Ангулема. Има две сестре и одлази у Париз како би студирао право. Амбициозан је младић који гледа на „добро друштво“ са изненађењем и завишћу, спреман на све да оствари своје циљеве. Елегантан, добро образован, тамнокос са плавим очима, Растинјак осваја жене из високог друштва, што му олакшава друштвени успон.
Он је, заједно са Вотреном и Лисијеном де Рубемпреом (који са њим дели године и порекло), један од главних ликова који структурују Људску комедију.
Сматра се да је Балзак инспирацију за лик Растинјака нашао у Адолфу Тјеру, тада младом либералу. Као и Тјер, Ежен де Растинјак оженио је ћерку своје љубавнице. Захваљујући популарности Балзака и његових дела, у француском друштву развијен је израз Rastignac, за друштвеног пењача који је спреман да употреби било које средство да поправи своју ситуацију.